# Investmentfondsgesetz 2011
Das Investmentfondsgesetz 2011 ist das österreichische Bundesgesetz über Kapitalanlagefonds (Investmentfondsgesetz – InvFG 1993).